# Igaratinga
Igaratinga är en kommun i Brasilien.   Den ligger i delstaten Minas Gerais, i den sydöstra delen av landet, 600 km sydost om huvudstaden Brasília. Antalet invånare är 9 265.
Omgivningarna runt Igaratinga är huvudsakligen savann. Runt Igaratinga är det ganska tätbefolkat, med 166 invånare per kvadratkilometer.